# Hilda patruelis
Hilda patruelis är en insektsart som först beskrevs av Stsl 1855.  Hilda patruelis ingår i släktet Hilda och familjen Tettigometridae. Inga underarter finns listade i Catalogue of Life.